# Ivona Zemunik
Ivona Zemunik (* 12. Dezember 1993) ist eine kroatische Leichtathletin, die im Mittelstreckenlauf antritt und sich auf den 800-Meter-Lauf spezialisiert hat.

## Sportliche Laufbahn
Erste internationale Erfahrungen sammelte Ivona Zemunik im Jahr 2016, als sie bei den Balkan-Meisterschaften in Pitești in 2:11,78 min den siebten Platz im A-Lauf über 800 m belegte. Im Jahr darauf erreichte sie bei den Balkan-Meisterschaften in Novi Pazar in 2:12,52 min Rang fünf und auch bei den Balkan-Meisterschaften 2019 in Prawez wurde sie in 2:10,72 min Fünfte. 2020 gewann sie in 2:07,99 min die Bronzemedaille bei den Balkan-Hallenmeisterschaften in Istanbul und gewann in 3:45,76 min die Silbermedaille mit der kroatischen 4-mal-400-Meter-Staffel. Mitte September klassierte sie sich dann mit 2:10,38 min auf dem sechsten Platz über 800 m. Im Jahr darauf belegte sie in 2:09,45 min den neunten Platz bei den Balkan-Meisterschaften in Smederevo und belegte mit der Staffel in 3:44,67 min den fünften Platz. 
In den Jahren von 2017 bis 2019 wurde Zemunik kroatische Meisterin im 800-Meter-Lauf im Freien sowie von 2018 bis 2020 auch in der Halle. Zudem wurde sie 2021 Meisterin in der 4-mal-400-Meter-Staffel im Freien sowie 2019 und 2020 auch in der Halle.

## Persönliche Bestleistung
- 800 Meter: 2:07,30 min, 7. Juli 2021 in Triest
  - 800 Meter (Halle): 2:07,99 min, 15. Februar 2020 in Istanbul